# Ърнест Джайлс
Уилям Ърнест Пауъл Джайлс (на английски: William Ernest Powell Giles) известен като Ърнест Джайлс, е англо-австралийски изследовател, който води пет големи експедиции в Централна Австралия.

## Ранни години (1835 – 1861)
Роден на 20 юли 1835 година в Бристол, Англия, син на търговеца Уилям Джайлс. На 15-годишна възраст, заедно с родителите си, емигрира в Аделаида, Австралия. През 1852 Джайлс постъпва на служба в Главното пощенско управление в Мелбърн, а по-късно в окръжния съд.

## Експедиционна дейност (1861 – 1876)
През 1861 Джайлс провежда своята първа експедиция в Австралия, като изследва долината на река Дарлинг.
През 1872 – 1873, заедно с Уилям Гоус, тръгва от станцията на трансавстралийския телеграф Чамбърс Пилар на югозапад. Пресича планинския хребет Макдонълд и навлиза в пустинята Гибсън. Изследва горното течение на река Финке в Централна Австралия, на 24°50′ ю. ш. 130°45′ и. д. / 24.833333° ю. ш. 130.75° и. д. открива езерото Амадеус и на североизток от него хребета Джордж Джайлс.
През 1874, заедно с Уилям Гоус и Алфред Гибсън, тръгва от станция Пик. Вторично открива хребета Мъсгрейв (1440 м), западната му част – хребета Петерман (1219 м, на югозапад от езерото Амадеус) и пустинята Гибсън, която изследва, и в която Алфред Гибсън загива.
Следващата си експедиция Джайлс предприема от Порт Огъстъс, на брега на залива Спенсър, през 1875 – 1876. Преминава покрай езерата Торънс и Джайлс, достига хребета Мъсгрейв, завива на запад, изследва голямата пустиня Виктория (300 хил.км2) и я пресича от изток на запад до Индийския океан (18 ноември 1875, град Пърт). Оттам през 1876 се отправя на север до горното течение на река Ашбертън и след това на изток през пустинята Гибсън до трансавстралийския телеграф при станция Алис Спрингс. За това си пътешествие Джайлс е награден със златен медал на Кралското географско дружество.

## Последни години (1876 – 1897)
След провеждането на последната си експедиция през 1876, Джайлс продължава работата си в Главното пощенско управление на Мелбърн до 1897, когато заболява от възпаление на белите дробове и умира на 13 ноември 1897 в Мелбърн, на 62-годишна възраст.

## Памет
Неговото име носят:
- връх Джайлс (23°38′ ю. ш. 132°52′ и. д. / 23.633333° ю. ш. 132.866667° и. д.) в Северната територия на Австралия;
- хребет Джордж Джайлс (24° – 25° ю.ш., 131° – 132° 30` и.д.) в Централна Австралия;

## Съчинения
- „Geographical travels in Central Australia“, Melbourne, 1875;
- „The journal of a forgotten expedition“, Adelaida, 1880;
- „Australia twice traversed: the Romance of Exploration“, Vol. 1 – 2. Adelaida, 1889.